# Wilhelm III. von Enckenvoirt

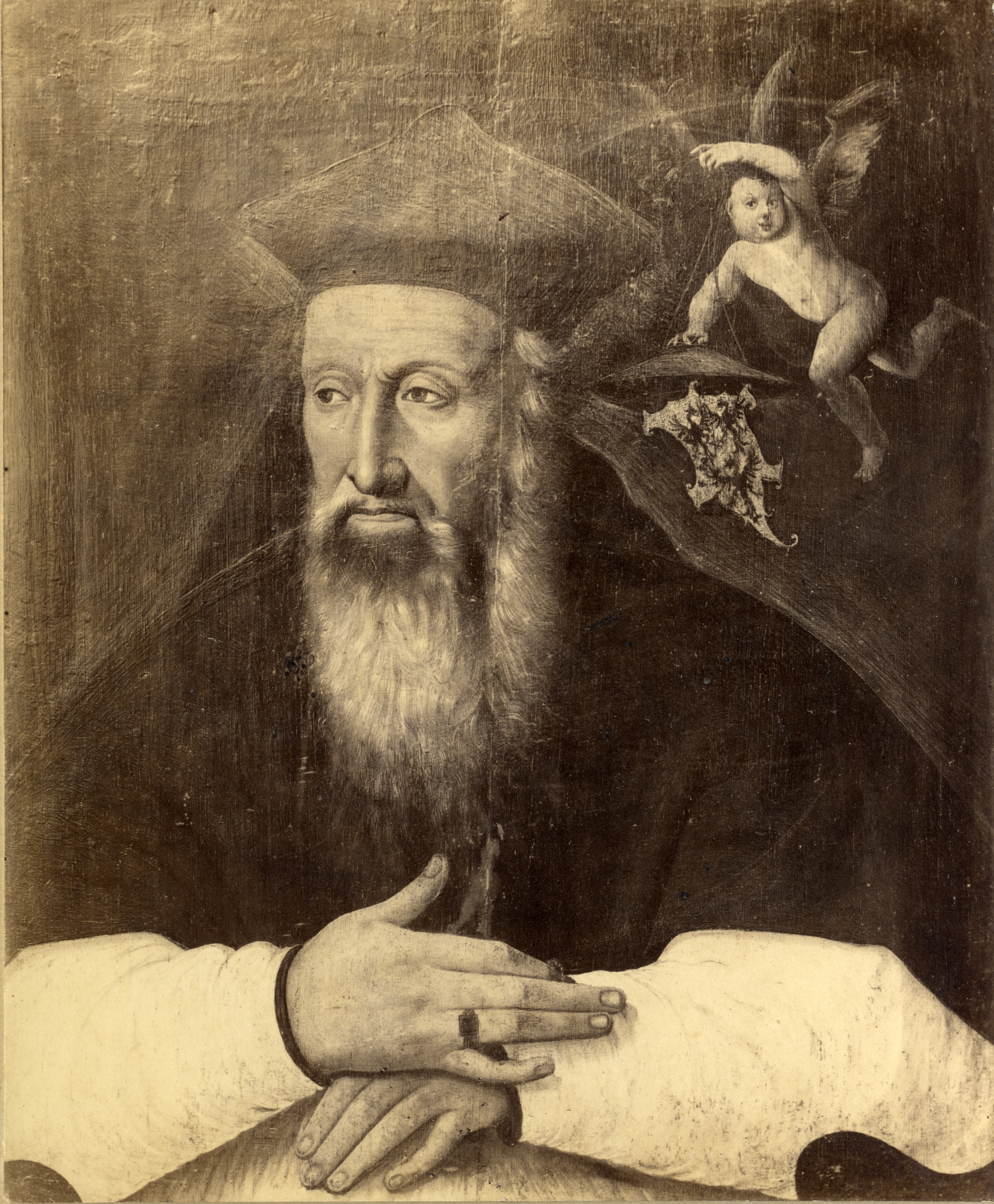
Kardinal Willem van Enckevoirt

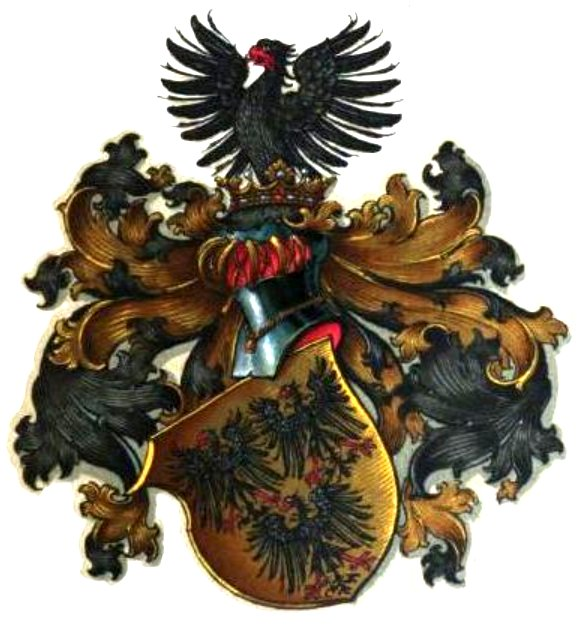
Wappen derer von Enckevoirts um 1530

Wilhelm III. von Enckenvoirt (* 1464 in Mierlo; † 19. Juli 1534 in Rom) war Kardinal und Bischof von Tortosa (1523–34) und Utrecht (1529–34). Er entstammte dem alten brabantschen freiherrlichen und gräflichen Adelsgeschlecht derer von Enckevort (in unterschiedlichen historischen Schreibweisen).

## Leben
Wilhelm von Enckenvoirt war ein enger Freund und Vertrauter von Papst Hadrian VI., der ihn bei Amtsantritt zu seinem Datar, sowie kurz vor seinem Tod zum Bischof von Tortosa und Kardinalpriester von Ss.Giovanni e Paolo (1523–1534) und darüber hinaus zu seinem Testamentsvollstrecker ernannte. Von seinen ungefähr 100 Benefizien wurden ihm fast ein Drittel innerhalb des Pontifikats Hadrians VI. verliehen; neben landsmannschaftlicher Verbundenheit sicherlich auch Ausdruck der innerkirchlichen Isolation des Papstes.

## Grabmal
Enckenvoirts Dankbarkeit und Verbundenheit über Hadrians Tod hinaus bezeugt die Errichtung eines prunkvollen Grabmals für seinen Förderer in der deutschen Nationalkirche Santa Maria dell’Anima 1523–1533 durch Baldassare Peruzzi sowie die von ihm gewählte Lage seines eigenen Grabdenkmals (von Giovanni Mangoni) in der Nische direkt gegenüber.